# Where the Skies End
Where the Skies End è un singolo del gruppo musicale statunitense Starset, pubblicato il 22 agosto 2019 come secondo estratto dal terzo album in studio Divisions.

## Video musicale
Il video, diretto da Caleb mallery, è stato reso diponibile il 24 agosto 2019 attraverso il canale YouTube del gruppo.

## Tracce
Testi e musiche di Dustin Bates e Paul Trust.
1. Where the Skies End – 6:33

## Formazione
Gruppo
- Dustin Bates – voce, cori
- Ron DeChant – cori
- Brock Richards – cori

Altri musicisti
- Joe Rickard – programmazione
- Alex Niceford – programmazione
- Igor Khoroshev – programmazione aggiuntiva
- Niels Nielsen – programmazione aggiuntiva
- Paul Trust – programmazione aggiuntiva, musica nell'interludio
- Randy Torres – sound design nell'interludio
- David Davidson – arrangiamento strumenti ad arco e violino
- JR Bareis – chitarra
- Lucio Rubino – basso
- Luke Holland – batteria
- Conni Ellisor – violino
- Karen Winkelmann – violino
- Janet Darnall – violino
- Conni Ellisor – violino
- Betsy Lamb – viola
- Simona Russo – viola
- Carole Rabinowitz – violoncello
- Sari Reist – violoncello

Produzione
- Dustin Bates – produzione
- Joe Rickard – ingegneria del suono, montaggio digitale, ingegneria della chitarra
- Dan Lancaster – missaggio
- Rhys May – assistenza al missaggio
- Paul DeCarli – montaggio digitale
- Taylor Pollert – registrazione strumenti ad arco
- Dave Schiffman – ingegneria della batteria
- Mike Plotnikoff – ingegneria della chitarra
- Michael Closson III – assistenza tecnica
- Niel Nielsen – mastering